# Fakultativ anaerob
Fakultativ anaerob kallas en organism som kan använda sig av både syre och nitrat som elektronacceptor i sin metabolism. När nitrat används – i brist på syre – erhålls dock bara cirka 60 % av energin jämfört med när syre används.